# Аквапорин-11
AQP11 (англ. Aquaporin 11) – білок, який кодується однойменним геном, розташованим у людей на 11-й хромосомі. Довжина поліпептидного ланцюга білка становить 271 амінокислот, а молекулярна маса — 30 203.
| 10         |  | 20         |  | 30         |  | 40         |  | 50         |
| ---------- |  | ---------- |  | ---------- |  | ---------- |  | ---------- |
| MSPLLGLRSE |  | LQDTCTSLGL |  | MLSVVLLMGL |  | ARVVARQQLH |  | RPVAHAFVLE |
| FLATFQLCCC |  | THELQLLSEQ |  | HPAHPTWTLT |  | LVYFFSLVHG |  | LTLVGTSSNP |
| CGVMMQMMLG |  | GMSPETGAVR |  | LLAQLVSALC |  | SRYCTSALWS |  | LGLTQYHVSE |
| RSFACKNPIR |  | VDLLKAVITE |  | AVCSFLFHSA |  | LLHFQEVRTK |  | LRIHLLAALI |
| TFLVYAGGSL |  | TGAVFNPALA |  | LSLHFMCFDE |  | AFPQFFIVYW |  | LAPSLGILLM |
| ILMFSFFLPW |  | LHNNHTINKK |  | E          |  |            |  |            |

A: Аланін

C: Цистеїн

D: Аспарагінова кислота

E: Глутамінова кислота

F: Фенілаланін

G: Гліцин

H: Гістидин

I: Ізолейцин

K: Лізин

L: Лейцин

M: Метіонін

N: Аспарагін

P: Пролін

Q: Глутамін

R: Аргінін

S: Серин

T: Треонін

V: Валін

W: Триптофан

Задіяний у такому біологічному процесі, як транспорт. 
Локалізований у мембрані.